# The Aeronauts
The Aeronauts és una pel·lícula d'aventures semi-biogràfica de 2019 dirigida per Tom Harper i escrita per Jack Thorne, amb una història coescrita per ambós. La pel·lícula està basada en el llibre de Richard Holmes de 2013 Falling Upwards: How We Took to the Air.
Està produïda per Todd Lieberman, David Hoberman i Harper i és protagonitzada per Eddie Redmayne, Felicity Jones, Himesh Patel i Tom Courtenay.
Es va projectar al Festival de Cinema de Telluride el 30 d'agost de 2019, després d'una projecció al Festival Internacional de Cinema de Toronto de 2019. Es va estrenar el 4 de novembre de 2019 al Regne Unit i el 6 de desembre del mateix any als Estats Units.

## Sinopsi
El 1862 el científic tossut James Glaisher i la vídua jove i rica Amelia Wren (personatge fictici) van en una expedició de globus aerostàtic per pujar més que ningú altre. Mentre el seu perillós ascens redueix les possibilitats de sobreviure, la improbable parella descobreix coses sobre ells mateixos i sobre l'altre que els ajuden a trobar el seu lloc al món.

## Repartiment
- Eddie Redmayne com a James Glaisher
- Felicity Jones com a Amelia
- Himesh Patel com a John Trew, amic de James
- Tom Courtenay com a Arthur Glaisher, pare de James
- Phoebe Fox com a Antonia, germana d'Amelia
- Rebecca Front com a tieta Frances
- Robert Glenister com a Ned Chambers
- Vincent Perez com a Pierre Rennes, marit d'Amelia
- Anne Reid com a Ethel Glaisher, mare de James
- Lewin Lloyd com a Charlie
- Tim McInnerny com a Airy
- Thomas Arnold com a Charles Green
- Lisa Jackson com a Poppy
- Elsa Alili i Connie Price com a filles d'Antonia
- Bella com a Posey, el gos